# X-Men
X-Men é uma equipe de super-heróis de histórias em quadrinhos épicas publicadas nos Estados Unidos pela Marvel Comics. Criados por Stan Lee e Jack Kirby, estrearam em The X-Men #1, publicada em setembro de 1963, e era formado inicialmente pelo Professor X, fundador da equipe, Ciclope, Fera, Homem de Gelo, Anjo e Garota Marvel (Jean Grey).
Os X-Men são mutantes: humanos que, como resultado de um súbito salto evolucionário, nasceram com habilidades super-humanas latentes, que geralmente se manifestam na puberdade. Consequentemente no espaço, em suas histórias, vários homens comuns têm um intenso medo e/ou desconfiança dos mutantes (cientificamente chamados de Homo superior), que são vistos pelos cientistas em geral como o novo degrau da evolução humana. Logo, muitos os consideram uma ameaça à própria sociedade humana, fato intensificado por mutantes que usam seus poderes para fins criminosos.
Para combater estes "mutantes malignos" (tais como Magneto e sua Irmandade de Mutantes) e promover a coexistência pacífica entre as duas raças, o benevolente Professor Charles Xavier (ou Professor X, o milionário que é, secretamente, um dos maiores telepatas da Terra), fundou uma academia para treinar jovens mutantes e doutriná-los em seu sonho de "harmonia inter-racial". Ocultando sua real intenção do restante do mundo sob a fachada do Instituto Xavier Para Jovens Super-Dotados, Charles deu, assim, início ao seu sonho.
As histórias dos X-Men contam com personagens de diversas etnias sendo, talvez, a revista em quadrinhos mais multicultural já publicada pela Marvel. Este aspecto foi introduzido quando o título, que havia sido cancelado, pois a revista Abril Jovem não gostou da ideia dos X-Men, então seu verdadeiro criador fez uma viagem aos Estados Unidos com sua ideia dos X-Men para a Marvel tornando-se um sucesso da época e foi retomado nos anos 1970. Nesta década, o elenco (que contava apenas com mutantes americanos) foi diversificado, adicionando-se personagens da Alemanha (Noturno), Irlanda (Banshee), Canadá (Wolverine), União Soviética (Colossus), Quênia (Tempestade) e Japão (Solaris). Personagens representando várias outras etnias e cenários culturais foram subsequentemente adicionados. As histórias também retratavam temas relacionados ao status das minorias, incluindo assimilação, tolerância e crenças na existência de uma "raça superior".
Os X-Men se expandiram para o cinema e televisão, incluindo alguns dos mais bem-sucedidos desenhos animados exibidos no Brasil nas manhãs de sábado: X-Men: Animated Series, X-Men Evolution e também Wolverine and the X-Men. O ano 2000 viu a estreia bem-sucedida de  X-Men, filme dirigido por Bryan Singer. Sua sequência X2: X-Men United foi lançada em 2003, novamente sob direção de Singer, e um terceiro filme, X-Men: The Last Stand, desta vez dirigido por Brett Ratner, foi lançado em 26 de maio de 2006. Em 3 de Junho de 2011, a 20th Century Fox lançou X-Men: First Class (X-Men: Primeira Classe) onde conta como Charles Xavier (Professor X) e Erik Lehnsherr (Magneto) se conheceram e como se tornaram inimigos. Em 23 de maio de 2014, foi lançado X-Men: Dias de um Futuro Esquecido, filme baseado no arco de mesmo nome. Em 19 de maio de 2016, foi a estreia de X-Men: Apocalipse. Em 20 de março de 2014, estreou a série de animação X-Men '97 no streaming Disney+.

## Projeto
Em 1963, com o sucesso de Homem-Aranha em Amazing Fantasy, bem como o Hulk, Thor, Homem de Ferro e o Quarteto Fantástico, o co-criador Stan Lee queria criar outro grupo de super-heróis que já nasciam com superpoderes.
Lee inventou o título da série após, o editor-chefe da Marvel,  Martin Goodman recusar o nome inicial, "The Mutants", afirmando que os leitores não sabem o que um "mutante" era.

## História
Os X-Men foram fundados pelo Charles Francis Xavier, o Professor Xavier, para defender seu sonho de "convivência pacífica entre humanos e mutantes", ao mesmo tempo em que, secretamente, defendiam a humanidade dos "mutantes do mal". Assim, desde sua fundação, os X-Men vivem em uma constante batalha, "defendendo um mundo que os teme e odeia".
Xavier abriga os X-Men em sua mansão, sob a fachada de uma "Escola para Jovens Superdotados". Seu endereço é rua Graymalkin Lane, n° 1407, em Salem Center, no condado de Westchester, Nova York. Os primeiros alunos de Charles (os "X-Men Originais") foram: Ciclope (Scott Summers), Garota Marvel (Jean Grey), Fera (Henry 'Hank' McCoy), Homem de Gelo (Robert 'Bobby' Drake) e Anjo (Warren Kenneth Worthington III).
Os primeiros números da revista também introduziram os arqui-inimigos da equipe: Magneto (Erik Magnus Leinsher) e sua Irmandade de Mutantes, composta por Mercúrio (Pietro Maximoff), Feiticeira Escarlate (Wanda Maximoff) - ambos irmãos de sangue e filhos adotivos de Magneto -, Mestre Mental e Groxo. Nesta fase também surgiram inimigos que ainda viriam dar muito trabalho aos "filhos do átomo" (ou nem tanto), como Fanático, Blob e Vanisher.
Em 1969, nos E.U.A., o escritor Roy Thomas e o desenhista Neal Adams rejuvenesceram a franquia e introduziram dois novos personagens, Destrutor (Alex Summers), irmão de Ciclope e Polaris (Lorna Dane). No entanto essas primeiras edições de X-Men não foram bem sucedidas em vendas e a Marvel parou de produzir novas histórias a partir do #66. Depois de um hiato, a série continuou com reimpressões do material antigo entre os #67 e 93.

### Os anos 1970
Em Giant-Size X-Men #1 (1975), o escritor Len Wein e o artista Dave Cockrum introduziram uma nova equipe que iria aparecer nas novas edições de The X-Men, a partir do #94. Mais do que simples adolescentes aprendendo a usar seus poderes, essa equipe consistia de adultos oriundos de várias nações e culturas, recrutados por Charles Xavier para salvar seus alunos originais de Krakoa, a ilha-viva.
Os "Novos X-Men" eram liderados por Ciclope, da equipe original, mas contavam com os recém-criados Pássaro Trovejante/Thunderbird (John Proudstar), um índio Apache americano; Colossus (Piotr Nikolaievitch Rasputin), um jovem agricultor da antiga União Soviética; Noturno (Kurt Wagner) que escondia sua mutação como artista de circo na Alemanha, Solaris (Shiro Yashida), um arrogante japonês; Banshee (Sean Cassidy), um irlandês ex-agente da Interpol; Tempestade (Ororo Monroe), uma mutante do Quênia venerada como deusa; e, o herói que já havia aparecido nas histórias do Hulk, Wolverine (Logan/James Howlett), do Canadá, que se tornaria o personagem mutante mais famoso de todos os tempos. Jean Grey acabou retornando mais tarde, após ser incorporada pela Fênix Negra, se tornando a personagem mais famosa do grupo. Os outros três X-Men originais (Fera, Anjo e Homem de Gelo) se afastaram da equipe, tendo apenas participações ocasionais.
Após a saída de Wein o escritor Chris Claremont se tornar o roteirista principal do grupo, logo em seguida, Cockrum é substítuído por John Byrne. Claremont se tornou o mais longevo contribuidor da série. Essa fase produziu histórias aclamadas pelas críticas como as sagas de Protheus, da "Fênix Negra" (em que Jean Grey perde o controle e se sacrifica para salvar o universo), "Dias de um Futuro Esquecido" (a primeira história a mostrar o conceito de realidades e futuros alternativos) e "Deus Ama, O Homem Mata" (a história que mostrou de modo mais contundente o problema do preconceito dos humanos em relação aos mutantes, servindo de base para o filme X2 de 2003).
Novas personagens foram introduzidas nesta época, tais como: Emma Frost (a Rainha Branca do Clube do Inferno, uma organização de milionários que pretendia dominar o mundo), os Morlocks (mutantes deformados que viviam nos esgotos de Nova York), Rachel Summers (a filha de Ciclope e Jean Grey, vinda de um futuro alternativo), Mística (a maligna mutante capaz de assumir qualquer forma) e a Drª Moira McTaggert, a geneticista humana e antiga aliada de Xavier, diretora da Ilha Muir.

### Os anos 1980
Nos anos 1980, a crescente popularidade da revista The Uncanny X-Men e o crescimento das vendas nas lojas especializadas levaram à criação de diversas séries, apelidadas de "x-séries", com equipes derivadas dos próprios X-Men. As principais foram os "Novos Mutantes" (uma nova geração de mutantes, que estudavam no Instituto Xavier, numa proposta parecida à dos X-Men Originais; "X-Factor" (formados pelos X-Men Originais, que se disfarçaram de "caça-mutantes" para poder abrigar e proteger sua própria raça) e Excalibur (os "X-Men da Inglaterra").
Esse crescimento de títulos relacionados aos X-Men levou ao crescimento dos crossovers, que também eram chamados de "X-Overs", histórias que continuavam por várias séries, algumas vezes por meses, incluindo as sagas "Massacre de Mutantes", "A Queda dos Mutantes" e "Inferno".
Adições importantes para as equipes dos X-men foram: Lince Negra (Kitty Pride), uma jovem adolescente com a capacidade de se tornar intangível; Vampira, a ex-terrorista mutante, filha adotiva de Mística; Cristal, uma ex-cantora e pretensa pop-star; Psylocke, a telepata inglesa irmã do Capitão Britânia, do Excalibur; Longshot, vindo de uma dimensão alternativa, o Mojoverso; e Jubileu, uma jovem mutante que salvou a vida de Wolverine.
Uma decisão polêmica levou o Professor X para o espaço em 1986 para ficar ao lado de sua amada Lilandra, Majestrix do Império Shiar, um gigantesco império intergaláctico. Nessa fase, Magneto, aparentemente regenerado e arrependido de seus crimes, atuou como líder dos X-Men e dos Novos Mutantes. Este período também contou com a chegada da misteriosa Madelyne Pryor e com o retorno de Jean Grey (que foi a principal causa da formação do X-Factor, já que os X-Men originais não aceitaram estar sob o comando de seu mais antigo inimigo).
A saga de maior impacto foi A Queda dos Mutantes onde, para salvar a humanidade de um cataclismo espaço-temporal, os X-Men propuseram-se sacrificar suas vidas contra um inimigo cósmico aparentemente invencível, o Adversário. A coragem dos X-Men levou-os à vitória e, graças à ajuda de Roma, suas vidas foram poupadas. Transferindo-se para o deserto australiano, os heróis estabeleceram uma base na cidade-fantasma até então utilizada pelos Carniceiros de Mutantes. A partir deste momento, começaram a realizar suas missões com a vantagem do anonimato até que Psylocke previu um ataque dos Carniceiros de Mutantes e então induziu os seus companheiros a atravessar o portal do destino para salvá-los. Foi nessa fase que Wolverine passou a dividir seu tempo entre a equipe e as aventuras solo na cidade fictícia de Madripoor, Psylocke tornou-se uma ninja assassina, Gambit entrou para a equipe entre outras consequências e mudanças.

### Os anos 1990
Em meio ao sucesso, conflitos internos dividiram as equipes criadoras das duas revistas. Claremont saiu depois das quatro primeiras edições de X-Men (e quinze anos trabalhando com os mutantes), devido a brigas com editores da Marvel e Jim Lee. Meses mais tarde, Liefeld e Lee deixaram a Marvel junto de vários outros artistas populares Marc Silvestri e Whilce Portacio entre eles, para fundar a Image Comics.
Porém, estes fatos não abalaram a popularidade dos personagens, fazendo com que surgissem diversos títulos relacionados aos mutantes, com diversas minisséries acontecendo concomitantemente. Marcos importantes desta época foram: "Programa de Extermínio" em 1990, "A Saga da Ilha Muir" em 1991, "A Canção do Carrasco" em 1992, "Atração Fatal" em 1993, "Aliança Falange" em 1994, "A Era do Apocalipse" em 1995, "Massacre" em 1996, e "Operação: Tolerância Zero" em 1997.
Alguns novos personagens foram introduzidos e se tornaram hits instantâneos, tais como Cable e Gambit (o charmoso cajun e ex-ladrão). Muitos personagens vieram e se foram rapidamente, tais como a Drª Cecília Reyes, Medula, Larval e Joseph.
Em 1991, a Marvel revisou toda sua linha de X-séries. Foi nesta época que a Marvel lançou também uma nova série dos X-Men, intitulada simplesmente "X-Men". A série original já havia sido renomeada para "Uncanny X-Men". A razão para esta mudança foi a divisão dos X-Men em dois times: as Equipes Azul e Dourada.
As novas X-Séries foram: a X-Force, escrita por Rob Liefeld e Fabian Nicieza. A equipe era liderada pelo misterioso guerreiro hiperviolento vindo do futuro, Cable, tendo como integrantes muitos dos antigos Novos Mutantes. As novas séries desta época também incluíram a Geração X (uma nova geração de estudantes mutantes adolescentes), e X-Man protagonizada pelo poderoso Nate Grey, um fugitivo da Era de Apocalipse.
A Marvel lançou séries-solo de muitos personagens, como Cable, Gambit, Bishop e Deadpool, este último um mercenário sarcástico, antagonista da X-Force. Em 1998, Excalibur e X-Factor foram encerradas, e essa última foi substituída por Mutant X estrelada por Destrutor numa realidade alternativa. Nenhuma delas sobreviveu à década, excetuando-se a agora reunida "Cable & Deadpool".

### Os anos 2000
Nos anos 2000 Chris Claremont retornou à Marvel. Ele foi retirado do comando de dois títulos no começo de 2001 e reposicionado numa nova série, X-Treme X-men, formada inicialmente por Tempestade, Fera, Vampira, Psylocke, Sábia, Bishop e Pássaro Trovejante III (Neal Shara). Posteriormente, após sofrer uma mutação secundária e assumir uma forma mais felina, Fera saiu da equipe.
No ano de 2001 o roteirista Grant Morrison e o desenhista Frank Quitely assumiram a revista X-Men. Seu título mudou para New X-Men e sua formação contava com Fera, Jean Grey, Professor X, Ciclope, Wolverine e Emma Frost (telepata e antiga Rainha Branca do Clube do Inferno). A nova equipe usava uniformes de couro negro, semelhantes aos do filme X-Men. A revista New X-Men concentrou-se em conceitos de ficção científica. No primeiro arco de histórias, E de Extinção a nação de Genosha foi dizimada por sentinelas e 16 milhões de mutantes morrem, numa trama orquestrada por Cassandra Nova (considerada por muitos a mais terrível oponente que os X-Men já tiveram) que, além disso, acabou com o anonimato dos X-Men, revelando a verdadeira identidade de Charles Xavier e da Mansão X. Uma das subtramas mais controversas escritas por Morrison envolvia Ciclope (casado com Jean Grey) tendo um caso telepático com Emma Frost, o que levou ao rompimento do casal. O personagem Xorn é introduzido no Universo Marvel nesse ínterim. Ele, aparentemente, cura Xavier de sua paralisia.
Paralelamente, o título Uncanny X-Men também foi reformulado, passando a contar com Anjo, Homem de Gelo e Noturno como personagens principais. Posteriormente, Câmara e Stacy X entram para a equipe.
Nesse período também, o título X-Force passou a se chamar X-Statix (sob o comando de Petter Milligan e Mike Allred) com uma abordagem completamente nova do universo mutante. Esta equipe de jovens mutantes tinha como objetivo fama, dinheiro e sucesso. Suas missões eram gravadas e transmitidas pela televisão, e eles possuíam linhas de produtos temáticos, estando constantemente na mídia.
No penúltimo arco de Morrison, Planeta X é revelado que Xorn é na verdade Magneto, que havia se infiltrado na Mansão X. Ele subjuga todos da equipe e lança um ataque a Nova York. Seus planos são desfeitos com a chegada de Jean Grey e Wolverine. No entanto, Magneto, já totalmente louco, mata Jean invertendo o seu fluxo sanguíneo. Logan, enfurecido, decepa sua cabeça. Morrison deixou a Marvel em 2004 e X-treme X-men foi cancelada. Tem início o Reload dos títulos X.
Claremont volta ao título Uncanny X-Men; a nova equipe é formado com os membros remanescentes de X-Treme: Tempestade, Bishop, Sábia, Míssil, Garota Marvel II (Rachel Summers) e Noturno. O novo título X-Men é composto por Destrutor, Polaris, Vampira, Gambit, Homem de Gelo e Fanático. O título New Mutants é cancelado e dá lugar ao título New X-Men: Academy X, uma novela em quadrinhos de adolescentes com foco na vidas dos novos mutantes estudantes do Instituto X.
Em seguida, Joss Whedon estreia na Marvel com o título Astonishing X-Men (no lugar de New X-Men de Grant Morrison), composto por Ciclope, Emma Frost - ambos agora diretores da Escola -, Fera, Wolverine e Lince Negra. No final do primeiro arco, Colossus, que todos pensavam estar morto (vítima do Vírus Legado), retorna ao grupo.
Claremont também passa a escrever a segunda encarnação do título Excalibur, agora com Xavier tentando salvar o que sobrou de Genosha. Nesse título é revelado que Magneto está vivo, e que não foi responsável pelos acontecimentos de Planeta X. Então, no título X-Men descobre-se que o responsável por toda a destruição em Nova York foi o irmão do verdadeiro Xorn, que possuía poderes magnéticos como Magnus (fatos revelados pelo próprio Xorn).
Os uniformes colantes (spandex) voltaram a ser usados, com a justificativas de que os X-Men precisavam parecer heroicos, e heróis usam colantes coloridos. Muitas das mudanças implementadas por Morrison foram posteriormente alteradas, retornando ao status quo anterior. Posteriormente, Psylocke, que aparentemente havia morrido no título X-Treme X-Men volta à vida no título Uncanny X-Men e passa a integrar a equipe.
A segunda metade dessa década tem sido dominada pelas mudanças de realidade derivadas da supersaga Dinastia M, onde a Feiticeira Escarlate, abalada mentalmente, alterou a realidade, transformando o mundo em uma "utopia mutante", com Magneto como líder mundial. A conclusão da saga alterou drasticamente a população mutante na Terra (no evento conhecido como Dizimação), retirando os poderes da grande maioria dos mutantes (incluindo alguns X-Men) e reduzindo o número de mutantes na Terra a apenas 198.
Atualmente, os X-Men restantes estão sob vigilância constante do governo, que mantém uma nova geração de Sentinelas constantemente na Mansão X, que foi transformada em um refúgio para os mutantes restantes no planeta.
Após a mudança na realidade feita pela Feiticeira Escarlate, nenhuma outra criança mutante nasceu em anos. Mas isso mudou na saga Complexo de Messias. O nascimento de uma criança mutante, com grande poder a ponto de dar curto no Cérebro. Três facções tentam buscar a criança em um vilarejo no Alasca. Os Carrascos, liderados pelo Sr. Sinistro, entram em batalha com os Purificadores e destroem toda a vila. Os X-Men chegam tarde demais, só encontrando corpos de adultos e crianças e alguns dos  combatentes. A criança sumiu e é uma incógnita sua localização. O X-Factor envia duas cópias de Madrox para duas realidades alternativas distintas para que se possa descobrir as mudanças que essa criança pode acarretar no Continuun Espaço. Layla Miller vai junto de uma cópia. Madrox descobre que as cópias que foram não voltaram mais. Os Novos Mutantes estão na mira do Predador X. Essa saga é a promessa de mudanças para o Universo X. Quando é mostrado quem está com a criança mutante, realmente dá para acreditar que se pode haver essa grande mudança: Cable, que todos acreditavam estar morto. No desenrolar da saga vemos a "ESPERANÇA" que essa criança dará aos últimos mutantes do planeta, cada um com um destino para a criança. Após uma batalha, travada na ilha Muir, entre os X-Men e os Carrascos, temos um desfecho trágico para algumas partes. Para salvar Vampira, que estava doente, Mística usa a criança como receptora da doença contraída por Vampira, sendo que foi necessário "matar o Sr. Sinistro" para o caminho ficar livre para seu plano, mas incrivelmente a criança sobrevive ao contato com a pele de Vampira que, após acordar, renega Mística por ter usado de uma criança para salvar sua vida. Na batalha dos X-Men, que agora conta com a ajuda dos Novos Mutantes, que foram transportados pela Fada do instituto Xavier junto com o Predador X para a ilha, e do X-Factor vemos o desenrolar onde alguns Carrascos tombam perante a fome do Predador X e não menos impressionante a traição de Bishop que estava trabalhando para matar a criança que, segundo ele, pode ser a causadora de seu futuro apocalíptico. Bishop luta contra Cable e o Predador X mutila seu braço dando a chance de Cable escapar com a criança. Após dado o aval da fuga por Ciclope, Cable foge sem destino certo, mas junto com sua fuga um desesperado Bishop atira contra a criança atingindo não ela, mas sim seu mentor, Charles Xavier. Um desfecho que terá consequências nas novas formações e na forma de atuar dos X-Men. A edição 500 da revista promete reformular tudo no mundo mutante. Atualmente os X-Men estão em San Francisco atuando junto a polícia local sob a liderança do Ciclope.

#### X-Men: Gênese Mortal
No ano de 2006 foi revelado nos quadrinhos que a equipe de resgate que deu origem à segunda geração de X-Men (Noturno, Wolverine, Pássaro Trovejante, Tempestade e Colossus) não foram os primeiros a irem à Krakoa. Um outro grupo (alunos de Moira McTaggert) havia sido mandado anteriormente, compunham esta equipe: Vulcano, Darwin, Reprise e Petra. As ações do Professor levaram este grupo a morte de Reprise e Petra. Isso deu uma continuidade à tendência de mostrar que a maioria das ações e planos do Professor Xavier nunca foram totalmente revelados aos X-Men.

## Temática verificada na série
Toda a franquia dos X-Men é construída sobre questões sociopolíticas. Os mutantes são vistos frequentemente como uma metáfora para minorias étnicas ou qualquer outro grupo oprimido - incluindo especificamente a segregação de afro-americanos, a discriminação contra LGBTs , o antissemitismo e o "medo dos comunistas". Além disso, em um nível individual, alguns X-men têm em seus poderes uma metáfora do estereótipo de "estranho".

### Racismo
Na fase do roteirista Chris Claremont, o Professor X já foi comparado ao líder pelos direitos civis dos afro-americanos Martin Luther King Jr, e Magneto ao militante mais agressivo Malcolm X. Os X-Men se referem muitas vezes ao "sonho de Xavier", o que leva a crer em uma referência à famosa frase de Martin Luther King, "Eu tenho um sonho". As revistas X têm com frequência mostrado mutantes como vítimas de violência, evocando o linchamento de afro-americanos na época anterior ao movimento pelos direitos civis americano e ódio sofrido por populações LGBTs. Os Sentinelas teriam sido criados para representar forças opressivas, como a KKK, a policia e abuso de sua autoridade, como forma de negar as emendas e os direitos civis dos mutantes.

### Antissemitismo
Outra comparação mais explícita é com o antissemitismo. Magneto, um sobrevivente do Holocausto, vê a situação mutante muito parecida com a dos judeus na Alemanha nazista. Em um momento, durante um episódio da série de 1992, X-Men: Animated Series, ele chega a usar as palavras: "Nunca mais". Nos quadrinhos, Magneto tem rotineiramente buscado estabelecer uma nação mutante. O campo de concentração para trabalho forçado de mutantes na ilha de Genosha, nos quais números eram marcados nas cabeças dos mutantes, teve muito em comum com os campos de concentração nazistas, assim como os campos de concentração da clássica história Dias de um Futuro Esquecido.

### Medo comunista
Ocasionalmente, alusões ao medo dos comunistas estão presentes. O senador Robert Kelly propôs um "Ato de Registro de Mutantes", similar aos esforços do Congresso americano para banir os comunistas dos Estados Unidos. No filme X-Men de 2000, o senador exclama: "Nós precisamos descobrir quem são esses mutantes, e o que eles podem fazer."

### Como subcultura
Em alguns casos, particularmente nas histórias de Grant Morrison em Novos X-men e Peter Milligan em X-statix, no começo dos anos 2000, os mutantes são tratados como uma subcultura distinta, com "bandas mutantes", e um popular desenhista de moda mutante, que criou roupas especiais para a fisiologia mutante. Também a série Distrito X e X-Factor tem como ambientação uma área de Nova York chamada Cidade Mutante. Deste modo, os X-Men podem servir como alegoria para qualquer minoria da população que estabeleça uma subcultura específica.
O diretor Bryan Singer tem demonstrado isso com diferentes raças e orientações sexuais, e a franquia X-men tem servido como metáfora da aceitação de todas as pessoas por seus dons únicos e especiais. O poder mutante que deve ser escondido do mundo é uma analogia ao sentimento de diferença e medo, normalmente sentido por todos durante a adolescência. Parte da atração de X-men é oferecer um santuário para explorar e celebrar abertamente suas diferenças com uma subcultura única.

### Personagens
Esta metáfora também está presente, mais pessoalmente do que politicamente, em alguns personagens.Ciclope, por exemplo, precisa utilizar um visor ou óculos especiais todo o tempo para manter seus poderes sob controle, e isso tem restringido seu crescimento emocional. Vampira, cujo poder mutante a impede de estabelecer contato físico com outras pessoas, possui uma enorme sensação de isolamento pessoal, e o cientificamente brilhante Fera tem de lutar sempre contra a impressão de que é um monstro, devido a sua aparência animalesca. Assim, os efeitos de sentido, tem sido explorados frequentemente na franquia.

#### Representatividade Social e os Personagens de X-Men
Desde Giant-Size X-Men #1 (1975), os X-men têm se tornado famosos por sua larga diversidade étnica e cultural.

##### Religião, orientação sexual e outras minorias
Personagens da mitologia X-men também refletem minorias religiosas, étnicas ou sexuais. Exemplos de personagens judeus, incluem Lince Negra, Magneto e Sabra. Pó é islâmica e Pássaro Trovejante III e Karima Shapandar são hinduístas. Em termos de sexualidade, personagens homossexuais incluem: Estrela Polar, Sina e Karma, Anole e Greymalkin com Mística sendo vista geralmente como bissexual. Os quadrinhos também têm mostrado mutantes cuja mutação não só resulta em poderes especiais mas também em deformações físicas, da mesma forma que com os Morlocks, inspirados em parte pelos personagens Morlock de H.G. Wells.

## Locais fictícios
Os X-men também trouxeram vários locais fictícios de grande importância para o Universo Marvel:
- Genosha, uma nação insular africana fictícia, localizada perto de Madagascar, que viveu durante longo tempo um regime de apartheid contra mutantes.
- Madripoor, uma ilha no Sudeste da Ásia, capital de um principado próxima de Singapura, tendo como "Senhora do Crime" a vilã Víbora (antiga Madame Hidra).
- Ilha Muir, uma ilha escocesa, geralmente lembrada como sendo o local onde ficava o laboratório da Dr. Moira McTaggert, a famosa geneticista humana, aliada de Charles Xavier.
- Terra Selvagem, um local pré-histórico escondido na Antártida, com dinossauros, alienígenas e outros seres estranhos.
- Krakoa, a "Ilha-Viva", responsável pelo surgimento da segunda geração de X-Men.
- Utopia, ilha na costa de São Francisco, que está servindo de refúgio para os mutantes restantes após os eventos da série Utopia.
- Sala de Perigo é um lugar de treinamento para os X-Men, criada pelo Professor Xavier para projetar cenários simulados. Os maiores vilões dos X-Men da Sala de Perigo são os Sentinelas, robôs gigantescos e com grande um poder. Houve muitos problemas com a Sala de Perigo, na manutenção e no próprio controle.[8]

## Outras mídias

### Desenhos
- A primeira versão animada dos X-Men, foi na série The Marvel Super Heroes (apelidada no Brasil de Desenhos Desanimados do Marvel[9]), no segmento The Sub-Mariner estrelado por Namor Anjo, Fera, Ciclope,Homem de Gelo,Garota Marvel e Professor-X aparecem no episódio "Dr. Doom's Day", história adaptada da revista Fantastic Four Annual #3 (1965), a  Grantray-Lawrence Animation não tinha possuía os direitos do Quarteto Fantástico (que na época estavam com a Hanna Barbera) então, os produtores os substituiram pelos X-Men, que no episódio são chamados de "Aliados da Paz" (Allies for Peace).[10]
- Os X-Men ocasionalmente co-estrelaram Spider-Man and His Amazing Friends: Homem-Aranha, Homem de Gelo e Flama eram os heróis principais da série. Foi neste desenho que ocorreu sua primeira aparição animada, mais especificamente no episódio: "A Origem do Homem de Gelo", onde aparecem (apenas em flashback) o Professor X e os cinco X-Men originais: Homem de Gelo, Ciclope, Garota Marvel, Anjo e Fera. A próxima aparição em Spiderman And His Amazing Friends foi no episódio "A Firestar is Born". Aparecem nesse episódio: Professor X, Ciclope, Anjo, Wolverine, Tempestade e Fanático (além de Magneto, em uma participação especial). Os X-Men voltariam na temporada seguinte, no episódio " A X-Men Adventure", onde aparecem: Professor X, Ciclope, Tempestade, Noturno, Colossus, Ninfa e Pássaro Trovejante.[11]
- Em 1989, a Marvel Productions produziu um episódio-piloto de X-Men para a NBC, chamado Pryde of the X-Men. A série não continuou, mas o episódio foi lançado recentemente em DVD.
- Em 1992, a Fox Network lançou uma série animada dos X-Men com o elenco contando com: Ciclope, Jean Grey, Fera, Gambit, Jubileu, Professor X, Vampira, Tempestade e Wolverine, com Bishop, Morfo e Cable co-estrelando com frequência. A série foi um sucesso extraordinário, tornando-se um dos desenhos mais vistos na história da televisão e ajudando a aumentar a popularidade dos X-Men. Ela durou cinco temporadas e terminou em 1997. Recentemente voltou a ser apresentada pela Fox, por vários meses após o lançamento do primeiro filme.
- Em 2004, Warner Brothers Network lançou X-Men: Evolution que mostrou os X-Men como adolescentes frequentando o colegial, além do Instituto Xavier. A série terminou em 2008 após cinco temporadas.
- Em 2008, Marvel Studios lançou um novo desenho animado, Wolverine and the X-Men (série).
- Em 2011, como parte do projeto Marvel Anime foram lançadas as séries Wolverine e X-Men, ambas animadas pelo estúdio japonês MadHouse[12] com roteiros de Warren Ellis.[13]
- Em 2024, estreou a série de animação X-Men '97 no streaming Disney+.[2]

### Filmes
| Filme                              | Data de Lançamento Brasil | Diretor        | Produtor                                                                   |
| ---------------------------------- | ------------------------- | -------------- | -------------------------------------------------------------------------- |
| X-Men: O Filme                     | 18 de agosto de 2000      | Bryan Singer   | Lauren Shuler Donner & Ralph Winter & Richard Donner & Avi Arad & Stan Lee |
| X-Men 2                            | 1 de maio de 2003         | Bryan Singer   | Lauren Shuler Donner & Ralph Winter & Avi Arad & Stan Lee                  |
| X-Men: O Confronto Final           | 26 de maio de 2006        | Brett Ratner   | Lauren Shuler Donner & Ralph Winter & Avi Arad                             |
| X-Men Origens: Wolverine           | 30 de abril de 2009       | Gavin Hood     | Lauren Shuler Donner & Hugh Jackman                                        |
| X-Men: Primeira Classe             | 3 de junho de 2011        | Matthew Vaughn | Lauren Shuler Donner & Bryan Singer & Simon Kinberg                        |
| Wolverine Imortal                  | 26 de julho de 2013       | James Mangold  | Lauren Shuler Donner & Hutch Parker & Stan Lee                             |
| X-Men: Dias de Um Futuro Esquecido | 22 de maio de 2014        | Bryan Singer   | Lauren Shuler Donner & Simon Kinberg & Bryan Singer                        |
| Deadpool                           | 11 de fevereiro de 2016   | Tim Miller     | Lauren Shuler Donner & Simon Kinberg & Ryan Reynolds                       |
| X-Men: Apocalipse                  | 19 de maio de 2016        | Bryan Singer   | Lauren Shuler Donner & Simon Kinberg & Hutch Parker                        |
| Logan                              | 2 de março de 2017        | James Mangold  | Lauren Shuler Donner & Simon Kinberg & Hutch Parker                        |
| Deadpool 2                         | 17 de maio de 2018        | David Leitch   | Lauren Shuler Donner & Simon Kinberg & Ryan Reynolds                       |
| X-Men: Fênix Negra                 | 6 de junho de 2019        | Simon Kinberg  | Lauren Shuler Donner & Bryan Singer & Simon Kinberg & Hutch Parker         |
| Deadpool & Wolverine               | 26 de julho de 2024       | Shawn Levy     | Kevin Feige & Lauren Shuler Donner & Shawn Levy & Ryan Reynolds            |

### Jogos eletrônicos
Há vários jogos de diversas plataformas em que estrelam os X-Men. 
- O primeiro jogo baseado nos personagens foi The Uncanny X-Men, de 1989, para o NES. Sua distribuidora LJN eventualmente lançaria  Spider-Man and the X-Men in Arcade's Revenge, para Super NES, Mega Drive, Game Gear e Game Boy.
- Dois jogos de computador foram lançados pela Paragon Software, X-Men: Madness in Murderworld e X-Men II: The Fall of the Mutants.
- Um arcade dos X-Men, em que até seis jogadores podiam competir simultaneamente, foi lançado pela Konami em 1992.
- A Sega fez quatro jogos dos X-Men exclusivos para seus consoles, X-Men: Gamesmaster's Legacy e X-Men: Mojo World para Game Gear, e X-Men e X-Men 2: Clone Wars para Mega Drive.
- A Capcom desenvolveu o jogo de plataforma X-Men: Mutant Apocalypse para o Super Nintendo, e os jogos de luta em 2D X-Men: Children of the Atom de 1994 e X-Men vs. Street Fighter de 1996, o segundo inspirando depois a expansão na série Marvel vs. Capcom.
- Outros jogos de luta incluem X-Men: Mutant Academy de 2000 e X-Men: Next Dimension de 2003.
- A Raven Software fez os RPGs X-Men Legends de 2004 e X-Men Legends II: Rise of Apocalypse de 2005, que teriam continuações em Marvel: Ultimate Alliance e Marvel: Ultimate Alliance 2.
- Outro RPG dos personagens foi X-Men: Destiny de 2011.
- X-Men: The Official Game, de 2006, era baseado nos filmes e contava a história de Wolverine, Homem de Gelo e Noturno entre X-Men 2 e X-Men: The Last Stand.

## Crossovers
Por duas vezes, membros dos X-men se encontraram com os personagens do universo ficcional de Jornada nas Estrelas.
No primeiro, os X-men encontraram a U.S.S. Enterprise capitaneada por James T. Kirk, como na série de Jornada nas Estrelas original.
Em 1995, um encontro especial intitulado "Segundo Contato" descreveu um encontro entre os X-men da época e a tripulação da Enterprise-E do filme Jornada nas Estrelas: Primeiro Contato. A tripulação da Enterprise-E tentava retornar ao seu próprio tempo logo após o final dos eventos do filme (em que eles viajaram para o ano de 2063 em sua realidade), e de alguma maneira foram parar na realidade e na época dos X-Men. Esta história rendeu uma continuação em livro publicada pela Pocket Books intitulada Planeta X, na qual os X-Men vão parar no universo de Jornada nas Estrelas em um período de tempo que, na perspectiva da tripulação da Enterprise-D, acontece algum tempo depois dos eventos de Segundo Contato, mas, da perspectiva dos X-men, acontece quase que imediatamente depois da primeira história. Ironicamente, a capa desse livro mostra Charles Xavier e Jean-Luc Picard; Picard é interpretado por Patrick Stewart, que interpretaria Xavier, cinco anos depois da publicação do livro, no filme X-Men.
Nos video-games também houve um Crossover na década de 1990. A Capcom, em parceria com a Marvel Comics em 1996, lançou o jogo X-Men vs. Street Fighter, contendo os seguintes personagens:
No início do século XXI dois novos crossovers saíram, apesar de não ter como foco o Universo Marvel, não apenas os X-Men, muitos membros, ex-membro e inimigos do grupo apareceram, entre eles Super-Herois Marvel vs Street Fighter, Super-Hérois Marvel vs Capcom e Super-Hérois Marvel vs Capcom II, sendo este último diferente dos anteriores pois possuiam combates em trios.

## Prêmios
Os personagens e títulos tem recebido um bom reconhecimento durante os anos. Os números 334 a 337 de Uncanny X-Men, e 53 a 57 da segunda edição de X-Men foram parte da Saga Massacre, que foi a mais votada da Comics Buyer's Guide Fan Award como Saga de História em Quadrinhos Favorita de 1997.
A saga E de Extinção também ganhou muitos prêmios internacionais.

## Equipes de X-men
| Líder                          | Membros | Nota                                                  |
| ------------------------------ | --- | ----------------------------------------------------- |
| The Uncanny X-Men              | |                                                       |
| - Professor X - Charles Xavier | - Scott Summers/Ciclope - Jean Grey/Garota Marvel - Hank McCoy/Fera - Bobby Drake/Homem de Gelo - Warren Worthington III/Anjo | Primeira formação dos X-Men com os membros originais. |

| Líder                          | Membros | Nota |
| ------------------------------ | --- | --- |
| The Uncanny X-Men              | | |
| - Professor X - Charles Xavier | - Kurt Wagner/Noturno - Ororo Munroe/Tempestade - James "Logan" Howlett/Wolverine - Piotr Rasputin/Colossus - Sean Cassidy/Banshee - Fênix/Jean Grey | Segunda formação, considerada a mais famosa. Gabriel Ferrari recruta alguns novos mutantes para salvar os originais. No Fim, eles acabam entrando na equipe enquanto os originais (Homem de Gelo, Fera, Anjo e Garota Marvel, com exceção de Ciclope) saem. Scott Summers se torna o líder dos novos X-Men e depois de um tempo Jean Grey retorna para a equipe. Após uma viagem ao espaço, a última X-Men é consumida por uma entidade cósmica autoentitulada Fênix. Em uma missão no Japão, Banshee acaba perdendo os poderes e se muda para a Ilha Muir da Doutora Moira McTagger. |

| Líder                          | Membros | Nota |
| ------------------------------ | --- | --- |
| The Uncanny X-Men              | | |
| - Professor X - Charles Xavier | - Kurt Wagner/Noturno - James "Logan" Howlett/Wolverine - Piotr Rasputin/Colossus - Warren Worthington III/Anjo - Kitty Pryde/Lince Negra | Depois da morte da Fênix, Ciclope deixa a equipe. Tempestade assume a Liderança. A Jovem Kitty Pryde se junta ao time. Surge a Segunda Irmandade de Mutantes e Noturno desconfia sua mãe biológica é Mística. Sagas famosas ocorrem durante esse período, como Dias de um Futuro Esquecido. |

| Líder                          | Membros | Nota |
| ------------------------------ | --- | --- |
| The Uncanny X-Men              | | |
| - Professor X - Charles Xavier | - Piotr Rasputin/Colossus - Anne Marie/Vampira - Kitty Pryde/Lince Negra - James "Logan" Howlett/Wolverine - Kurt Wagner/Noturno | Ciclope retorna a Equipe, Wolverine altera seu uniforme para laranja e amarelo, Tempestade adere ao estilo Punk com um novo visual ousado e os X-men conheçem Vampira, ex-membro da Irmandade de Mutantes comandada por Mística. Outra personagem que surge é a piloto Madelyne Pryor, uma garota que se pareçe muito com Jean Grey e desperta uma paixão por Scott Summers, o que culmina no casamento dos dois. |

| X-Men Animated Series | Nome Mutante | Poderes |
| --------------------- | ------------ | --- |
| Scott Summers         | Ciclope      | - Rajadas Óticas: Capaz de projetar pura energia destrutiva de seus olhos de cor vermelho rubi. Suas rajadas não emitiam calor, mas fato já foi esclarecido, já que suas rajadas energéticas são abastecidas por energia solar e acabam retendo um pouco de seu calor. Como não possui controle sobre seus poderes, ele é obrigado a usar óculos especiais com barreira de quartzo rubi que impede o uso descontrolado de seus poderes. |
| Jean Grey             | Fênix        | - Telecinese: É capaz de levitar, quebrar e mover objetos e pessoas somente com a força mental. - Telepatia: Capacidade de ler mentes alheias, projetar seus próprios pensamentos nessas mesmas mentes, controlar mentes e atacar mentes, funciona num raio de 400 km. Com bastante esforço ela pode aumentar consideravelmente esse raio. - Voo: Com a sua telecinese, Jean Grey tem a capacidade de voar. - Poderes fornecidos pela Força Fênix: Com essa força, seus poderes chegam a níveis infinitos, podendo inclusive manipular matéria e energia cósmica, controlar os elementos e alterar a realidade. Podendo destruir galáxias ou mais. |
| Ororo Munroe          | Tempestade   | - Voo: É a capacidade de flutuar pelos ares. - Controle Climático: Habilidade de manipular o clima e dominar todos os seus elementos podendo criar tempestades, furacões, tornados, ciclones, maremotos, terremotos, chuvas, nevascas, neblina, entre outros. Ela tem poder o suficiente para destruir um continente inteiro. |
| James "Logan" Howlett | Wolverine    | - Regeneração Celular: Regenera-se de ferimentos instantaneamente, sejam eles leves arranhões, cortes, tiros entre outros. - Garras Retráteis: Embora retratadas originalmente como implantes de metal criados pelo programa Arma X, é revelado posteriormente que as garras são uma parte natural do corpo de Logan e são feitas de osso extremamente denso. As garras de Logan são sua marca registrada por serem frequentemente utilizadas em combate. Wolverine possui 6 garras retráteis de 30 cm (3 em cada braço) que saem de seus antebraços com um comando mental. Essas garras, bem como seu esqueleto, foram recobertas artificialmente com o metal Adamantium por cientistas do programa Arma X. - Sentidos Aguçados: É a capacidade de possuir seus sentidos melhorado podendo rastrear o alvo pelo cheiro, tendo também audição e visão superiores a de um humano normal. |
| Anne Marie            | Vampira      | - Força Aprimorada: Capacidade de exercer força física acima do normal. Entre os efeitos estão a habilidade de poder levantar grandes pesos ou esmiuçar materiais resistentes mediante o exercício de sua força física. Essa habilidade deve-se a absorção dos poderes da Miss Marvel. - Voo: Habilidade de propulsionar-se através do ar. - Absorção de Poderes: Pode absorver o poder de outro mutante com contato físico com a pele e usar ele em si. Se o toque for prolongado ela pode matar a vítima ou roubar definitivamente seus poderes. |
| Hank Mccoy            | Fera         | - Super-Agilidade: É capaz de se mover rapidamente, e assim se tornando quase impossível de ser atingido por golpes. Pode andar pelas paredes e desviar de golpes que sejam desferidos contra ele. - Sentidos Aguçados: Possui visão, olfato e audição apurados. |
| Remy LeBeau           | Gambit       | - Manipulação de Energia: O dom de canalizar e manipular energia caótica permite-lhe o poder de descargas de energia mística, afetando o inimigo de várias formas: ionizando, paralisando, ou só atingindo com rajadas, projéteis e explosões. |
| Jubilation Lee        | Jubileu      | - Energia Plasmática: Capacidade de produzir energia plasmática destrutiva parecida com fogos de artifício com seus dedos que é forte o bastante para danificar aço. |

Arcanjo (Warren Kenneth Worthington III), Marvel Girl (Jean Grey), Ciclope (Scott Summers), Emma Frost, Fada, Fera (Henry McCoy), Gambit (Remy LeBeau), Faísca (Marvel Comics), Homem de Gelo (Robert Drake), Irmãs Stepford, Jubileu (Jubilation Lee), Namor, Lince Negra (Katherine Pryde), Estrela Polar (Jean-Paul Beaubier), Magia (Illyana Rasputin), Magneto (Marvel Comics), Míssil (Sam Guthrie), Perigo, Prodígio (David Alleyne), Psylocke (Elisabeth Braddock), Vampira (Anna Marie), Tempestade (Ororo Munroe), Wolverine (James Howlett), X-23 (Laura Kinney).
- Ex-Membros

Adaga, Ariel, Apache, Banshee (Sean Cassidy), Sereia (Chery), Bishop (Lucas Bishop), Presságio (Daimon Von Heller), Cable (Nathan Summers), Câmara (Jonothon Starsmore), Changeling (Kevin Sidney), Darwin (Armando Munoz), Dentes de Sabre (Victor Creed), Deslizador (Davis Cameron), Dominó, Escalpo (Paige Guthrie), Forge, Fanático (Cain Marko), Jean Grey (Fênix), Lockheed, Longshot, Larval, M, Manto, Mestra Mental|Mestra Mental (H. Wyngarde), Madelyne Pryor, Homem Múltiplo (James Madrox), Medula (Sarah), Mímico (Calvin Rankin), Mística (Raven Darkhölme), Moira MacTaggert, Noturno (Marvel Comics), Omega Sentinela, Onyxx, Petra, Fênix (Força Fênix), Polaris (Lorna Dane), Garota Marvel (Rachel Summers/Grey), Sábia (Tessa), Salva-Vidas (Heather Cameron), Stacy X (Miranda Leevald), Solaris (Shiro Yoshida), Sway (Suzanne Chan), Pássaro Trovejante (John Proudstar), Pássaro Trovejante (Neal Shaara), Tom Corsi, Xorn (Kuan-Yin Xorn), Xorn (Shen Xorn).
- Membros honorários, reservas, etc.

Anole, Olhos Vendados, Bling!, Dinamite, Joanna Cargill, Cifra, Cristal (Alison Blaire), Pó, Fantomex, Gentil, Graymalkin, Satânico, Indra, Karma (Xi'an Coy Manh), Loa, Magma (Amara Aquilla), Estopim, Mercury, Miragem (Danielle Moonstar), Omerta (Paulie Provenzano), Pedreira, Professor X (Charles Xavier), (Chery) Sereia, Alysande Stuart, Sharon Friedlander, Siryn (Theresa Rourke), Chama Solar (Leyu Yoshida), Mancha Solar (Roberto Da Costa), Transe, Warlock, Lobinho, Lupina, X-Man (Nate Grey).